# Hampshire I
M/Y Hampshire I, tidigare Barbara Jean, är en motoryacht tillverkad av Feadship i Nederländerna. Hon levererades 2001 till sin ägare Sir Jim Ratcliffe, en brittisk affärsman. Hampshire I designades exteriört av De Voogt Naval Architects medan John Munford designade interiören. Motoryachten är 56,5 meter lång och har en kapacitet upp till tolv passagerare fördelat på sex hytter. Den har en besättning på 15 besättningsmän.